# Гвалкијере ди Ремоле (Фиренца)
Гвалкијере ди Ремоле је насеље у Италији у округу Фиренца, региону Тоскана.
Према процени из 2011. у насељу је живело 21 становника. Насеље се налази на надморској висини од 72 м.